# 几何代数
数学中，几何代数（也称作实克利福德代数）是初等代数的推广，用于处理向量等几何对象。几何代数由加法与几何积两种基本运算组成，向量的乘积是更高维对象，称作多重向量。与其他处理几何对象的形式相比，几何代数在支持不同维度的对象的向量除法与加法方面具有优势。
几何积最早由赫尔曼·格拉斯曼简单提及，:6他的兴趣主要在于发展与之紧密相关的外代数。1878年，威廉·金顿·克利福德大大扩展了格拉斯曼的工作，形成现在所谓克利福德代数以纪念他（虽然克利福德自己称之为“几何代数”）。克利福德将克利福德代数及其积定义为格拉斯曼代数和哈密顿的四元数代数的统一。加上格拉斯曼外积的对偶（“相遇”）就可以使用格拉斯曼–凯莱代数，后者的共形版本与共形克利福德代数一起产生了共形几何代数（CGA），为经典几何提供了框架。:411实践中，这些运算和一些可派生运算可将代数的元素、子空间、运算同几种几何解释对应起来。几十年来，几何代数有些被忽视了，因为当时为描述电磁学产生的向量分析挤占了几何代数的地盘。1960年代，“几何代数”由大卫·黑斯廷斯重新发掘出来，主张其对相对论物理学的重要性。
标量和向量有其通常的解释，并构成几何代数的不同子空间。二重向量可更自然地表示向量分析中的伪向量，如有向面积、旋转的有向角度、挠、角动量与电磁场。三重向量可表示有向体积，等等。称作刃的元素可用于表示V的子空间，及其上的正交投影。旋转与反射也可用元素表示。不同于向量分析，几何代数可自然地容纳任何维度和任何二次型，如相对论中的二次型。
几何代数在物理学中的应用有时空代数（及不太常见的物理空间代数）与共形几何代数。几何微积分是几何代数的推广，包含了微分和积分，可用于形成其他理论，如复分析和微分几何，例如用克利福德代数代替微分形式。大卫·黑斯廷斯和Chris Doran等人一直主张将几何代数作为物理学的主要数学框架。支持者声称，几何代数为包括经典力学、量子力学、电磁学、相对论等许多领域提供了紧凑而直观地描述。几何代数还被用作计算机图形学和机器人学的计算工具。

## 定义与符号
几何代数有多种定义。黑斯廷斯最初的定义是公理化的、:3–5“充盈着几何意义”，等价于泛克利福德代数。:101给定域F上的有限维向量空间V，并配备对称双线性形式（即内积，如欧氏或洛伦兹度量）{\displaystyle g:V\times V\to F}，则二次空间{\displaystyle (V,g)}的几何代数是克利福德代数{\displaystyle \operatorname {Cl} (V,g)}，成员称作多重子或多重向量（多重向量一词更常用于指外代数的具体元素）。按领域内的通常做法，本文将只考虑实数情形，即{\displaystyle F=\mathbb {R} }。符号{\displaystyle {\mathcal {G}}(p,q)}（分别为{\displaystyle {\mathcal {G}}(p,q,r)}）将用于表示双线性形式g具有符号{\displaystyle (p,q)}（分别是{\displaystyle (p,q,r)}）的几何代数。
代数中的本质积称作几何积，包含的外代数的积称作外积（更多叫楔积）。标准写法分别是并列（省去任何符号）和楔形{\displaystyle \wedge }。几何代数的上述定义是抽象的，因此我们用下面一组公理概括几何积的性质。对于多子{\displaystyle A,B,C\in {\mathcal {G}}(p,q)}，几何积具有如下性质：
- {\displaystyle AB\in {\mathcal {G}}(p,q)}（封闭）
- {\displaystyle 1A=A1=A}，其中{\displaystyle 1}是单位元（单位元的存在）
- {\displaystyle A(BC)=(AB)C}（结合律）
- {\displaystyle A(B+C)=AB+AC} and {\displaystyle (B+C)A=BA+CA}（分配律）
- {\displaystyle a^{2}=g(a,a)1}，其中a是代数子空间V的任意元素。

外积具有相同的性质，只是最后一条改为{\displaystyle a\wedge a=0,\ \forall a\in V}。
注意，在上述最后一个性质中，若g不是正定的，则实数{\displaystyle g(a,a)}不必是非负的。 几何积的一个重要性质是元素有乘法逆元：{\displaystyle \forall {\vec {a}}}，若{\displaystyle a^{2}\neq 0}，则{\displaystyle a^{-1}}存在，且等于{\displaystyle g(a,a)^{-1}a}。代数的非零元不一定有乘法逆元，例如若{\displaystyle {\vec {u}}\in V}，且使{\displaystyle u^{2}=1}，则元素{\displaystyle \textstyle {\frac {1}{2}}(1+u)}既是非平凡幂等元素，也是非零零除子，于是没有逆。
通常将{\displaystyle \mathbb {R} }、V与其在自然嵌入{\displaystyle \mathbb {R} \to {\mathcal {G}}(p,q)}、{\displaystyle V\to {\mathcal {G}}(p,q)}下的像视作等同的。本文中，标量和向量分别指{\displaystyle \mathbb {R} }、V的元素（及它们在此嵌入下的像）。

### 几何积

给定两向量a、b，若其几何积反交换，则是垂直的，因为；若是交换的，则是平行的，因为。

可将任意两向量a、b的几何积写成对称积与反对称积之和：
{\displaystyle ab={\frac {1}{2}}(ab+ba)+{\frac {1}{2}}(ab-ba)}
于是可以定义内积
{\displaystyle a\cdot b:=g(a,b),}
于是，对称积可写作
{\displaystyle {\frac {1}{2}}(ab+ba)={\frac {1}{2}}\left((a+b)^{2}-a^{2}-b^{2}\right)=a\cdot b}
反之，g完全由代数决定。反对称部分是两个向量的外积，即含外代数部分之积：
{\displaystyle a\wedge b:={\frac {1}{2}}(ab-ba)=-(b\wedge a)}
那么从简单加法就能有：
{\displaystyle ab=a\cdot b+a\wedge b}几何积的非广义或向量形式。
内外积与标准向量代数中的相应概念有关。几何上，若a和b的几何积等于其内积，则就是平行的；若等于其外积，则就是垂直的。在几何代数中，非零向量的平方都是正的，因此两向量的内积可视作标准向量代数的点积。两向量外积可用向量形成的平行四边形所包围的有向面积来表示。3维中具有正定二次型的两向量之叉积与其外积密切相关。
大多数相关几何代数的实例都具有非退化二次型。若二次型是完全退化的，则任意两向量的内积总是零，几何代数就是简单的外代数。除非另有说明，本文只讨论非退化几何代数。
外积可自然推广为代数中任意两元素之间的结合双线性算子，且满足
{\displaystyle {\begin{aligned}1\wedge a_{i}&=a_{i}\wedge 1=a_{i}\\a_{1}\wedge a_{2}\wedge \cdots \wedge a_{r}&={\frac {1}{r!}}\sum _{\sigma \in {\mathfrak {S}}_{r}}\operatorname {sgn} (\sigma )a_{\sigma (1)}a_{\sigma (2)}\cdots a_{\sigma (r)},\end{aligned}}}
其中，和是对指数的所有排列，{\displaystyle \operatorname {sgn} (\sigma )}是排列的符号，{\displaystyle a_{i}}是向量（不是代数的一般元素）。由于代数中的每个元素都可表示为这种形式的积之和，这也就定义了代数中每对元素的外积。从定义中可以看出，外积构成交替代数。
克利福德代数的等价结构方程为:2338:2346
{\displaystyle a_{1}a_{2}a_{3}\dots a_{n}=\sum _{i=0}^{[{\frac {n}{2}}]}\sum _{\mu \in {}{\mathcal {C}}}(-1)^{k}Pf(a_{\mu _{1}}\cdot a_{\mu _{2}},\dots ,a_{\mu _{2i-1}}\cdot a_{\mu _{2i}})a_{\mu _{2i+1}}\land \dots \land a_{\mu _{n}}}
其中{\displaystyle Pf(A)}是A的普法夫值，
{\displaystyle {\mathcal {C}}={\binom {n}{2i}}}提供了将n个索引分为2i、n-2i两部分的组合{\displaystyle \mu }，k是组合的奇偶性。
普法夫值为外代数提供了度量。另外，正如Claude Chevalley指出的，克利福德代数可还原为二次型为零的外代数。从几何角度看，可从单纯形出发，发展克利福德代数，来理解普法夫值所起的作用。这种推导为杨辉三角和单纯形之间提供了更好的联系，因为提供了对杨辉三角第一层一个1的解释。

### 刃、次、规范基
多重向量是r个线性独立向量的外积，称作一个刃（blade），次数为r（grade）。r次刃之和形成的多重向量称作（齐性）r次多重向量。根据公理与闭包，几何代数中的多重向量都是刃之和。
考虑r次线性独立向量集合{\displaystyle \{a_{1},\ldots ,a_{r}\}}，跨越向量空间的r维子空间，之后就可定义实对称矩阵（与构造格拉姆矩阵的方法相同）：
{\displaystyle [\mathbf {A} ]_{ij}=a_{i}\cdot a_{j}}
根据谱定理，{\displaystyle \mathbf {A} }可由正交矩阵{\displaystyle \mathbf {O} }对角化为对角矩阵{\displaystyle \mathbf {D} }：
{\displaystyle \sum _{k,l}[\mathbf {O} ]_{ik}[\mathbf {A} ]_{kl}[\mathbf {O} ^{\mathrm {T} }]_{lj}=\sum _{k,l}[\mathbf {O} ]_{ik}[\mathbf {O} ]_{jl}[\mathbf {A} ]_{kl}=[\mathbf {D} ]_{ij}}
定义一组新的向量{\displaystyle \{e_{1},\ldots ,e_{r}\}}，称作正交基向量，是由正交矩阵变换的向量：
{\displaystyle e_{i}=\sum _{j}[\mathbf {O} ]_{ij}a_{j}}
由于正交变换保内积，所以{\displaystyle e_{i}\cdot e_{j}=[\mathbf {D} ]_{ij}}，{\displaystyle \{e_{1},\ldots ,e_{r}\}}垂直。也就是说，两不同向量{\displaystyle e_{i}\neq e_{j}}的几何积完全由外积决定，更一般地说
{\displaystyle {\begin{array}{rl}e_{1}e_{2}\cdots e_{r}&=e_{1}\wedge e_{2}\wedge \cdots \wedge e_{r}\\&=\left(\sum _{j}[\mathbf {O} ]_{1j}a_{j}\right)\wedge \left(\sum _{j}[\mathbf {O} ]_{2j}a_{j}\right)\wedge \cdots \wedge \left(\sum _{j}[\mathbf {O} ]_{rj}a_{j}\right)\\&=(\det \mathbf {O} )a_{1}\wedge a_{2}\wedge \cdots \wedge a_{r}\end{array}}}
于是，r次刃都可写作r个向量的外积。更一般地，若允许退化几何代数，则正交矩阵将被替换为非退化块中正交的分块矩阵，对角阵的零值项沿退化维度分布。若非退化子空间的新向量是归一化的单位向量：
{\displaystyle {\hat {e}}_{i}={\frac {1}{\sqrt {|e_{i}\cdot e_{i}|}}}e_{i},}
则这些归一化向量必须平方为{\displaystyle \pm 1}。西尔维斯特惯性定理指出，沿对角阵的{\displaystyle +1}、{\displaystyle -1}的总数是不变的。推而广之，平方得{\displaystyle +1}的向量总数p、得{\displaystyle -1}的向量总数q也是不变的。（平方为零的基向量总数也不变，若允许退化情形，则可能不为零。）记此代数为{\displaystyle {\mathcal {G}}(p,q)}。例如，{\displaystyle {\mathcal {G}}(3,0)}是3维欧氏空间的模型，{\displaystyle {\mathcal {G}}(1,3)}是相对论时空。{\displaystyle {\mathcal {G}}(4,1)}是3维空间的共形几何代数。
索引依次递增的n个正交基向量的所有可能积集合，包括作为空积的{\displaystyle 1}，构成了整个几何代数的基（类似于PBW定理）。例如，下面是几何代数{\displaystyle {\mathcal {G}}(3,0)}的基：
{\displaystyle \{1,e_{1},e_{2},e_{3},e_{1}e_{2},e_{2}e_{3},e_{3}e_{1},e_{1}e_{2}e_{3}\}}
这样形成的基称作规范基，V的任何其他正交基都会产生另外的规范基。每个规范基都有{\displaystyle 2^{n}}个元素，几何代数的每个多重想来那个都可表为规范基元素的线性组合。若规范基元素是{\displaystyle \{B_{i}\mid i\in S\}}，其中S是索引集，则任意两多重向量的几何积是
{\displaystyle \left(\sum _{i}\alpha _{i}B_{i}\right)\left(\sum _{j}\beta _{j}B_{j}\right)=\sum _{i,j}\alpha _{i}\beta _{j}B_{i}B_{j}.}
在描述只含1次元素的多重向量时，常用“{\displaystyle k}-向量”。高位空间中，有些这样的多重向量不能视作刃（不能分解为k个向量的外积）。举例来说，{\displaystyle {\mathcal {G}}(4,0)}中的{\displaystyle e_{1}\wedge e_{2}+e_{3}\wedge e_{4}}不能分解，不过通常情况下，代数中这类元素不能被几何解释为对象，尽管它们可能代表诸如旋转之类的几何量。只有{\displaystyle 0,1,(n-1),n}-向量在n-空间中还是刃。

## 脚注
1. ↑  Hestenes 1986.
2. ↑  Li 2008.
3. ↑  Hestenes 1966.
4. ↑  Hestenes 2003.
5. ↑  Doran 1994.
6. ↑  Lasenby, Lasenby & Doran 2000.
7. ↑  Hildenbrand et al. 2004.
8. ↑  Hestenes & Sobczyk 1984.
9. ↑  Aragón, Aragón & Rodríguez 1997.
10. ↑  Hestenes 2005.
11. ↑  Penrose 2007.
12. ↑  Wheeler, Misner & Thorne 1973.
13. ↑  Wilmot 1988a.
14. ↑  Wilmot 1988b.
15. ↑  Chevalley 1991.
16. ↑  Wilmot 2023.